# Herbert Richardson
Herbert „Bert“ Trenchard Richardson (* 25. November 1903 in Toronto; † 17. Januar 1982 ebenda) war ein kanadischer Ruderer, der 1928 eine olympische Bronzemedaille im Achter gewann.
Herbert Richardson vom Argonaut Rowing Club in Toronto gehörte zum kanadischen Achter, der in der Besetzung Frederick Hedges, Frank Fiddes, John Hand, Herbert Richardson, Jack Murdoch, Athol Meech, Edgar Norris, William Ross und Steuermann John Donnelly bei den Olympischen Spielen 1928 in Amsterdam antrat. Insgesamt nahmen elf Boote teil, in den einzelnen Runden konnten immer nur zwei Boote gegeneinander antreten. Die Kanadier gewannen in der ersten Runde gegen das Boot aus Dänemark, kamen in der zweiten Runde kampflos weiter und siegten in der dritten Runde gegen den polnischen Achter. Im Halbfinale unterlagen die Kanadier dem Boot aus den Vereinigten Staaten und erhielten die Bronzemedaille hinter dem US-Boot und den Briten.